# 天の女王 (古代)
天の女王（てんのじょおう、英：Queen of Heaven）とは、古代の地中海と近東の多くの古代の天空の女神の称号である。すでに言及されている既知の女神の名前には、イナンナ（イシュタル）、アナト、イシス、ヌト、アスタルト、恐らくアーシラト（預言者エレミヤによる）などがある。ギリシア・ローマ時代にはヘーラーやユーノーがそう呼ばれていた。崇拝の形式と内容は多様である。

## イナンナ

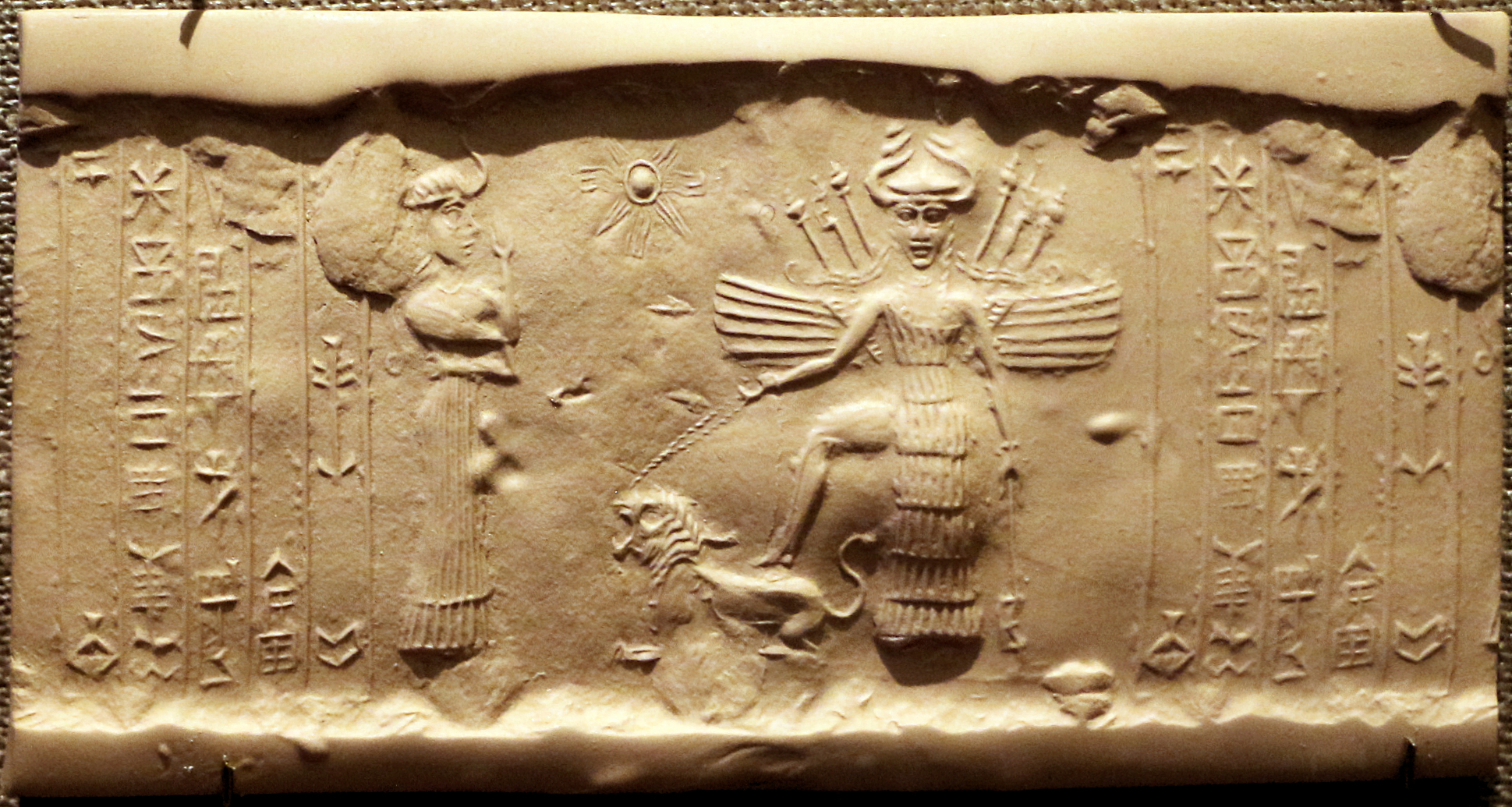
紀元前2334-2154年頃、古代アッカドの円筒印章には、ライオンの背に足を乗せた女神イナンナの前にニンシュブルが立って女神を拝む姿が描かれている。

イナンナは、シュメール神話の愛と戦いの女神である。人間や動物の交尾や繁衍には関わっているが、イナンナは母なる神ではなく、出産にも関わっていることはまれである。イナンナは雨・嵐や金星とも関係がある。アンミ・ツァドゥカ王の金星粘土板は、紀元前17世紀半ば頃に編纂されたと考えられており、金星粘土板を「光り輝く空の女王」または「光り輝く天の女王」と呼んでいる。
天の女王の称号は古代を通して多くの異なる女神に用いられたが、イナンナはこの称号が最も多く与えられた人物である。実はイナンナの名前は、古代シュメールで文字通り「天の女主人」を意味する「Nin-anna(ニン・アンナ)」（NINは「貴婦人」とANは「空」を意味するという言葉から来ている）に由来することが多い。にも彼女の名前の楔形文字(Borger 2003 nr. 153, U+12239 𒈹)が歴史的に両者の一身同体というわけではない。一部の神話では、イナンナは古代シュメールの月の神ナンナの娘として描かれている。しかし、他の文献では、エンキやアンの娘として描かれることが多い。
シュメールでイナンナは紀元前3000年頃、「天の女王」と呼ばれた。北部のアッカドでは、彼女は後にイシュタルとして崇拝された。シュメール人の叙事詩『イナンナの冥界下り』では、冥界の一番外の門でイナンナが挑戦を受けた際、次のように答えた。
私はイナンナ、天の女主人です。
私は東へ行く途中です。

## アスタルト

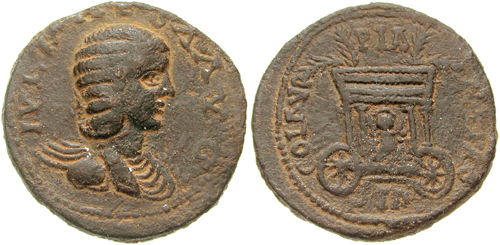
アスタルトは馬車に乗って、馬車の上には四本の枝があり、サイダのユリア・マエサ硬貨の裏側にある。

アスタルトは生殖、性愛、戦争と結び付いている。彼女のシンボルはライオン、馬、スフィンクス、鳩、金星を示す円の中の星である。芸術作品にはしばしば彼女のヌードが展示された。アスタルトはアプロディーテーという名でギリシャ人に受け入れられた。

## ヘブライ語聖書における言及
「天の女王」は聖書の中でも触れられており、研究者らによりアナト、アスタロテあるいはイシュタル、アシュトレト、またはそれらを複合した者など、様々な異なる女神と関連づけられている 。「天后（天の女王）」（ヘブライ語: מלכת השמים, Malkath haShamayim）へ信仰は、「エレミヤ書」の中で、こうした宗教的な信仰が主にユダの民を約束の地から去らせると宣言させる原因になるだろうとして預言者が非難する形で言及されている。
「エレミヤ書」7章17節
あなたは彼らがユダの町々と、エルサレムのちまたでしていることを見ないのか。子どもらは、たきぎを集め、父たちは火をたき、女は粉をこね、パンを造ってこれを天后に供える。また彼らは他の神々の前に酒を注いで、わたしを怒らせる。
「エレミヤ書」44章15節-18節
その時、自分の妻がほかの神々に香をたいたことを知っている人々、およびその所に立っている女たちの大いなる群衆、ならびにエジプトの地のパテロスに住んでいる民はエレミヤに答えて言った。「あなたが主の名によってわたしたちに述べられた言葉は、わたしたちは聞くことができません。わたしたちは誓ったことをのみ行い、わたしたちが、もと行なっていたように天后にたき、またその前に注ぎます。すなわち、ユダの町々とエルサレムのちまたで、わたしたちとわたしたちの先祖が行ったようにいたします。その時には、わたしたちは糧食には飽き、しあわせで、災いに会いませんでした。ところが、わたしたちが天后に香をたくことをやめ、酒をその前に注がなくなった時から、すべての物が乏しくなり、つるぎとききんに滅ぼされました。」
紀元前6世紀から7世紀にかかる当時、エジプトにはヤハウェの神殿があった。神殿はエレファンティネ島のユダヤ人コミュニティの中心であり、そこで神殿のパピルスではアナト＝ベテル（Anath-Bethel） あるいはアナト＝イアフ（Anath-Iahu）とされるヤハウェと女神アナトが共に崇拝されていた。
女神アシェラ、アナト、そしてアスタルトは、こんにちのシリア、ラス・シャムラで発見されたウガリットの図書館の遺跡の粘土板では個別の神として初めて登場する。一部の聖書学者は「天の女王」という称号の下、これらの女神をひとりと見なす傾向がある。
ジョン・デイは「紀元前1000年のテキストでアシェラただひとりを「天の女王」とする、あるいは取り分け彼女を天と関連づけるものは存在しない」としている 。福音主義の聖書学者フレドリク・ブルースはアスタルトとアシェラと別個の2柱の女神として区別している。

## イシス

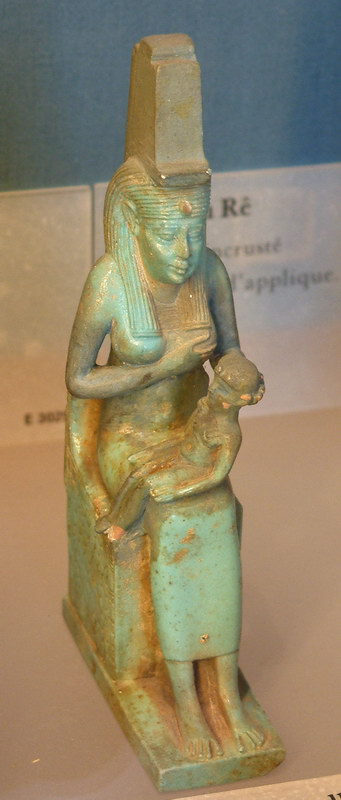
イシスが息子の世話をする彫像。ルーヴル美術館所蔵。

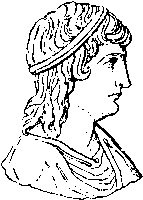
アプレイウスが書いた天の女王とは、イシスのことである。

イシスはエジプトで最初に崇拝された。ギリシャの歴史学家ヘロドトスが紀元前5世紀に書いたように、イシスはすべてのエジプト人が崇拝した唯一の女神であり、彼女の広い影響力はギリシアの女神デーメーテールと同一視される。